# USS Housatonic (1861)
Pour les autres navires du même nom, voir USS Housatonic.
L'USS Housatonic est un sloop de guerre de l'United States Navy nommé d'après le fleuve Housatonic de la Nouvelle-Angleterre, qui prend sa source dans le comté de Berkshire (Massachusetts) et coule vers le sud dans le Connecticut avant de se jeter dans le détroit de Long Island à l'est de Bridgeport. Le Housatonic a été le premier navire de l'Histoire à avoir été coulé par un sous-marin.

## Historique
Lancé le 20 novembre 1861 au Boston Navy Yard à Charlestown, il est admis au service actif dans l'Union Navy le 29 août 1862 sous le commandement du vice-amiral William Rogers Taylor. Il est le sister-ship des USS Adirondack, Ossipee et Juniata. Pendant la guerre de Sécession, alors qu'il est commandé par Charles W. Pickering, il est coulé par le sous-marin de la marine des États confédéré CSS H. L. Hunley. Avant que le navire ne coule, certains membres de l'équipage parviennent à évacuer le navire dans deux canots de sauvetage tandis que la plupart des autres se sauvent en grimpant dans le gréement resté hors de l'eau après que le navire a touché le fond. Deux officiers et trois hommes du Housatonic sont tués durant l'attaque. Le sous-marin confédéré s'est échappé mais coule peu après avec son équipage de huit hommes. De nouvelles preuves dévoilées par les archéologues en 2013 indiquent que le sous-marin se serait trouvé trop proche du point de détonation, subissant des avaries.
L'épave du Housatonic a été en grande partie mise à la ferraille dans les années 1870-1890 et son emplacement a finalement été retiré des cartes de navigation côtière. L'ancre du Housatonic se trouve au bureau de Wild Dunes (en) sur la Isle of Palms (Caroline du Sud).